# Jan Adamczyk (profesor nauk technicznych)
Jan Andrzej Adamczyk – polski naukowiec, profesor dr habilitowany inżynier nauk technicznych.

## Kariera naukowa
- 1961 magister inżynier maszyn górniczych i hutniczych, nadanie tytułu Akademia Górniczo-Hutnicza, rejestracja tytułu Centralny Instytut Ochrony Pracy - Państwowy Instytut Badawczy;
- 1971 doktor nauk technicznych ekonomicznych  (inżynieria środowiska); nadanie stopnia - Akademia Górniczo-Hutnicza im. Stanisława Staszica w Krakowie, rejestracja stopnia - Centralny Instytut Ochrony Pracy - Państwowy Instytut Badawczy;
- 1979 doktor habilitowany nauk technicznych (inżynieria środowiska); nadanie stopnia - Akademia Górniczo-Hutnicza im. Stanisława Staszica w Krakowie, rejestracja stopnia - Centralny Instytut Ochrony Pracy - Państwowy Instytut Badawczy;
- 1991 profesor nauk technicznych, rejestracja tytułu Centralny Instytut Ochrony Pracy - Państwowy Instytut Badawczy[1] .

## Praca naukowo-dydaktyczna
Od 2 maja 2011 do 31 marca 2023 zatrudniony przez Centralny Instytut Ochrony Pracy - Państwowy Instytut Badawczy; ponadto był zatrudniony w Akademii Górniczo-Hutniczej im. Stanisława Staszica w Krakowie i w Ośrodku Badawczo-Rozwojowym Budowy Urządzeń Chemicznych CEBEA (był tam przewodniczącym Rady Naukowej) .